# Cyrtopogon curtipennis
Cyrtopogon curtipennis là một loài ruồi trong họ Asilidae. Cyrtopogon curtipennis được Wilcox & Martin miêu tả năm 1936. Loài này phân bố ở vùng Tân Bắc giới.